# Rugby Challenge 2018
El Rugby Challenge de 2018 fue la segunda edición del torneo para selecciones provinciales de Sudáfrica.

El torneo se disputó en el primer semestre en paralelo al Súper Rugby, mientras que la Currie Cup se disputó en el segundo semestre.
El campeón fue el equipo de Pumas quienes obtuvieron su primer campeonato.

## Sistema de disputa
El torneo se disputó en zonas que se distribuyeron por cercanía geográfica, los dos mejores equipos de cada zona y los dos mejores terceros clasificaron a los cuartos de final.

## Clasificación

### Sección Norte
| Pos. | Equipo       | Encuentros | Encuentros | Encuentros | Encuentros | Tantos | Tantos | Tantos | PB | PB | Puntos |
| Pos. | Equipo       | PJ         | PG         | PE         | PP         | F      | C      | Dif    | BO | BD | Puntos |
| ---- | ------------ | ---------- | ---------- | ---------- | ---------- | ------ | ------ | ------ | -- | -- | ------ |
| 1.º  | Pumas        | 8          | 8          | 0          | 0          | 408    | 152    | +256   | 7  | 0  | 39     |
| 2.º  | Golden Lions | 8          | 5          | 0          | 3          | 375    | 221    | +154   | 7  | 1  | 28     |
| 3.º  | Blue Bulls   | 8          | 5          | 0          | 3          | 317    | 255    | +62    | 7  | 0  | 27     |
| 4.º  | Falcons      | 8          | 1          | 0          | 7          | 208    | 367    | −159   | 6  | 1  | 11     |
| 5.º  | Welwitschias | 8          | 1          | 0          | 7          | 152    | 465    | −313   | 3  | 0  | 7      |

|  | Cuartos de final. |

### Sección Central
| Pos. | Equipo              | Encuentros | Encuentros | Encuentros | Encuentros | Tantos | Tantos | Tantos | PB | PB | Puntos |
| Pos. | Equipo              | PJ         | PG         | PE         | PP         | F      | C      | Dif    | BO | BD | Puntos |
| ---- | ------------------- | ---------- | ---------- | ---------- | ---------- | ------ | ------ | ------ | -- | -- | ------ |
| 1.º  | Griquas             | 8          | 7          | 0          | 1          | 347    | 231    | +116   | 7  | 1  | 36     |
| 2.º  | Natal Sharks        | 8          | 5          | 0          | 3          | 312    | 238    | +74    | 7  | 2  | 29     |
| 3.º  | Free State Cheetahs | 8          | 6          | 0          | 2          | 251    | 212    | +39    | 5  | 0  | 29     |
| 4.º  | Griffons            | 8          | 1          | 0          | 7          | 265    | 301    | −36    | 7  | 4  | 15     |
| 5.º  | Leopards            | 8          | 1          | 0          | 7          | 202    | 395    | −193   | 4  | 0  | 8      |

### Sección Sur
| Pos. | Equipo                     | Encuentros | Encuentros | Encuentros | Encuentros | Tantos | Tantos | Tantos | PB | PB | Puntos |
| Pos. | Equipo                     | PJ         | PG         | PE         | PP         | F      | C      | Dif    | BO | BD | Puntos |
| ---- | -------------------------- | ---------- | ---------- | ---------- | ---------- | ------ | ------ | ------ | -- | -- | ------ |
| 1.º  | Western Province           | 8          | 7          | 1          | 0          | 360    | 145    | +215   | 7  | 0  | 37     |
| 2.º  | Boland Cavaliers           | 8          | 4          | 1          | 3          | 234    | 192    | +42    | 5  | 2  | 25     |
| 3.º  | SWD Eagles                 | 8          | 5          | 0          | 3          | 215    | 240    | −25    | 4  | 0  | 24     |
| 4.º  | Border Bulldogs            | 8          | 2          | 0          | 6          | 157    | 258    | −101   | 2  | 1  | 11     |
| 5.º  | Eastern Province Elephants | 8          | 1          | 0          | 7          | 180    | 311    | −131   | 4  | 2  | 10     |

### Cuartos de final
| 30 de junio | Pumas | 30 - 24 | Blue Bulls |  |  |

| 30 de junio | Griquas | 51 - 22 | Boland Cavaliers |  |  |

| 30 de junio | Natal Sharks | 55 - 12 | Golden Lions |  |  |

| 1 de julio | Western Province | 20 - 26 | Free State Cheetahs |  |  |

### Semifinales
| 6 de julio | Pumas | 30 - 17 | Natal Sharks |  |  |

| 8 de julio | Griquas | 27 - 14 | Free State Cheetahs |  |  |

### Final
| 15 de julio | Pumas | 32 - 30 | Griquas | Bridgton Sports Grounds, Oudtshoorn |  |

| Bandera de Sudáfrica |
| Campeón Pumas        |
| Primer título        |